# Редфилд (Јужна Дакота)
Редфилд (енгл. Redfield) град је у америчкој савезној држави Јужна Дакота.

## Демографија
По попису из 2010. године број становника је 2.333, што је 564 (-19,5%) становника мање него 2000. године.
| Група             | 2000.         | 2010.         |
| Белци             | 2.752 (95,0%) | 2.245 (96,2%) |
| Афроамериканци    | 12 (0,4%)     | 11 (0,5%)     |
| Азијати           | 3 (0,1%)      | 3 (0,1%)      |
| Хиспаноамериканци | 19 (0,7%)     | 33 (1,4%)     |
| Укупно            | 2.897         | 2.333         |